# Leopoldina Maria di Anhalt-Dessau
Leopoldina Maria di Anhalt-Dessau (Dessau, 12 dicembre 1716 – Kołobrzeg, 27 gennaio 1782) fu una nobile dell'Anhalt-Dessau.

## Biografia
Era figlia di Leopoldo I di Anhalt-Dessau, duca di Anhalt-Dessau dal 1660 al 1693, e di Anna Luisa Föhse.
Venne data in sposa al margravio Federico Enrico di Brandeburgo-Schwedt; il matrimonio venne celebrato il 13 febbraio 1739 a Dessau.
Diede al marito due figli:
- Federica Carlotta (Schwedt, 18 agosto 1745-Herford, 23 gennaio 1808);
- Luisa Enrichetta Guglielmina (Berlino, 24 settembre 1750-Dessau, 21 dicembre 1811).

Dopo questi parti, i rapporti col marito degradarono in maniera grave, al punto che ella fu esiliata a Kolberg, dove fu costretta a vivere per il resto dei suoi giorni.
Per quanto concerne le sue figlie, Federica divenne badessa a Herford; Luisa venne data in sposa a Leopoldo III di Anhalt-Dessau.

## Ascendenza
|                                      |   |                                | Genitori                              |  |  | Nonni |  |  | Bisnonni                           |  |  | Trisnonni                           |  |
|                                      |   |                                |                                       |  |  |       |  |  | Giovanni Casimiro di Anhalt-Dessau |  |  | Giovanni Giorgio I di Anhalt-Dessau |  |
|                                      |   |                                |                                       |  |  |       |  |  | Giovanni Casimiro di Anhalt-Dessau |  |  | Giovanni Giorgio I di Anhalt-Dessau |  |
|                                      |   | Dorotea del Palatinato-Simmern |                                       |  |  |       |  |  | Giovanni Casimiro di Anhalt-Dessau |  |  |                                     |  |
| Giovanni Giorgio II di Anhalt-Dessau |   |                                |                                       |  |  |       |  |  | Giovanni Casimiro di Anhalt-Dessau |  |  |                                     |  |
|                                      |   | Agnese d'Assia-Kassel          | Maurizio d'Assia-Kassel               |  |  |       |  |  |                                    |  |  |                                     |  |
|                                      |   | Agnese d'Assia-Kassel          | Maurizio d'Assia-Kassel               |  |  |       |  |  |                                    |  |  |                                     |  |
|                                      |   | Agnese d'Assia-Kassel          | Giuliana di Nassau-Dillenburg         |  |  |       |  |  |                                    |  |  |                                     |  |
| Leopoldo I di Anhalt-Dessau          |   | Agnese d'Assia-Kassel          |                                       |  |  |       |  |  |                                    |  |  |                                     |  |
|                                      |   | Federico Enrico d'Orange       | Guglielmo I d'Orange                  |  |  |       |  |  |                                    |  |  |                                     |  |
|                                      |   | Federico Enrico d'Orange       | Guglielmo I d'Orange                  |  |  |       |  |  |                                    |  |  |                                     |  |
|                                      |   | Federico Enrico d'Orange       | Louise de Coligny                     |  |  |       |  |  |                                    |  |  |                                     |  |
| Enrichetta Caterina d'Orange         |   | Federico Enrico d'Orange       |                                       |  |  |       |  |  |                                    |  |  |                                     |  |
|                                      |   | Amalia di Solms-Braunfels      | Giovanni Alberto I di Solms-Braunfels |  |  |       |  |  |                                    |  |  |                                     |  |
|                                      |   | Amalia di Solms-Braunfels      | Giovanni Alberto I di Solms-Braunfels |  |  |       |  |  |                                    |  |  |                                     |  |
|                                      |   | Amalia di Solms-Braunfels      | Agnese di Sayn-Wittgenstein           |  |  |       |  |  |                                    |  |  |                                     |  |
| Leopoldina Maria di Anhalt-Dessau    |   | Amalia di Solms-Braunfels      |                                       |  |  |       |  |  |                                    |  |  |                                     |  |
|                                      | … | …                              |                                       |  |  |       |  |  |                                    |  |  |                                     |  |
|                                      | … | …                              |                                       |  |  |       |  |  |                                    |  |  |                                     |  |
|                                      | … | …                              |                                       |  |  |       |  |  |                                    |  |  |                                     |  |
| Rudolf Föhse                         | … |                                |                                       |  |  |       |  |  |                                    |  |  |                                     |  |
|                                      |   | …                              | …                                     |  |  |       |  |  |                                    |  |  |                                     |  |
|                                      |   | …                              | …                                     |  |  |       |  |  |                                    |  |  |                                     |  |
|                                      |   | …                              | …                                     |  |  |       |  |  |                                    |  |  |                                     |  |
| Anna Luisa Föhse                     |   | …                              |                                       |  |  |       |  |  |                                    |  |  |                                     |  |
|                                      |   | …                              | …                                     |  |  |       |  |  |                                    |  |  |                                     |  |
|                                      |   | …                              | …                                     |  |  |       |  |  |                                    |  |  |                                     |  |
|                                      |   | …                              | …                                     |  |  |       |  |  |                                    |  |  |                                     |  |
| Agnese Ohme                          |   | …                              |                                       |  |  |       |  |  |                                    |  |  |                                     |  |
|                                      |   | …                              | …                                     |  |  |       |  |  |                                    |  |  |                                     |  |
|                                      |   | …                              | …                                     |  |  |       |  |  |                                    |  |  |                                     |  |
|                                      |   | …                              | …                                     |  |  |       |  |  |                                    |  |  |                                     |  |
|                                      |   | …                              |                                       |  |  |       |  |  |                                    |  |  |                                     |  |